# Venă vertebrală
Vena vertebrală se formează în triunghiul suboccipital, din numeroși afluenți mici, care vin din plexurile venoase interne vertebrale și apare din canalul vertebral de deasupra arcului posterior al atlasului. Se unesc cu vene mici din mușchii profunzi din partea superioară și posterioară a gâtului și formează un vas care intră în foramen prin procesul transvers al atlasului și coboară, formând un plex dens în jurul arterei vertebrale, în canalul format din foramenul transversal al vertebrelor cervicale superioare. Acest plex se încheie într-un singur trunchi, care iese din foramenul transversal a celei de-a șasea vertebre cervicale, și se deschide la rădăcina gâtului în partea din spate a venei branhiocefalice în apropierea originii sale, orificiul acestei fiind străjuit de o pereche de valve. În partea dreaptă, traversează prima parte a arterei subclaviculare. 

## Imagini suplimentare

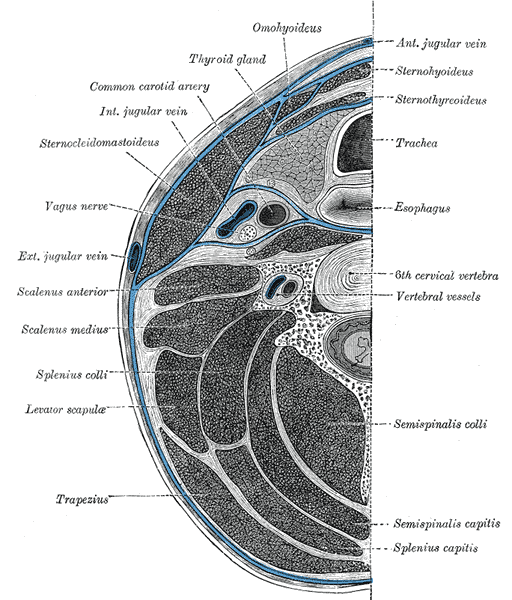
Secțiunea gâtului aproximativ la nivelul celei de-a șasea vertebre cervicale.